# 長塚全
長塚 全（ながつか ぜん - ）は、日本のロックミュージシャン・俳優。東京都出身。身長177cm。 趣味はアニメ観賞、漫画読書、フィギュア収集、プロレス観戦、時代劇鑑賞。またコーチング(心理カウンセリング)技能を習得している。2018年に徹底的な発声と歌唱技術を追求する為のボイストレーニングスタジオZen Voice Factoryを東京都渋谷にオープンしトレーナーを担当。

## 人物・エピソード
- 中学生の頃にX JAPAN、特にGuitarのhideの影響を強く受けた事がきっかけで、バンド活動を始めた。影響を受けた人物・アーティストとしてはhide、岡本太郎を挙げている。
- メインギターはロックミュージカル「ピンクスパイダー」で使用していたhideのラストモデル「REBIRTH」でボディーの裏面には同出演者LUNA SEAのベーシストJと同舞台音楽監督hide with Spread BeaverのINAのサインが書かれている。
- アニメの中でも特にTIGER & BUNNYが好きで、好きが嵩じて舞台TIGER & BUNNY THE LIVEのブライアン役を一般オーディションから射止める。劇場版TIGER & BUNNY -The Rising- スペシャルBOOK(宝島社)内での鏑木・T・虎徹役の平田広明インタビューにおいて「タイバニ男性ファンの見本」と評される自他ともに認めるファンである[2]
- 同じくTIGER & BUNNYのバーナビー・ブルックスJr.役である森田成一初ソロアルバムの制作アシスタントを舞台共演以前にしていた経歴がある。[3]
- パチンコ・パチスロ機を多数コレクションしている。

## 出演作

### テレビドラマ
- ドン★キホーテ（2011年、日本テレビ）
- 花嫁は厄年ッ! 第1話（2006年、TBS）
- チェケラッチョinTOKYO（2006年、フジテレビ）

### テレビ
- 踊る!さんま御殿!!（日本テレビ）
- サタデーバリューフィーバー「イタメンッ♪」（2008年、日本テレビ）
- シャキーン!（2008年、NHK）
- 無敵のボイス（2023年、NHK Eテレ）解説
- ビストロボイス（2024年、NHK Eテレ）解説/発声生理学監修

### 舞台
- Re-birth（2005年、作：秦建日子、TACCS1179）誠 役
- 月の子供（2007年、作・演出：秦建日子、本多劇場）
- 劇団SQUASH「HONEY」（2008年、吉祥寺シアター）
- ミュージカル「緋色の欠片」（2008年、大阪・ABCホール / 2008年 - 2009年、池袋シアターグリーン）ツヴァイ 役
- 舞台「らん」（2010年、作・演出：秦建日子、俳優座劇場）一太 役
- ヘルプマン!（2010年、脚本・演出：なるせゆうせい / 原作：くさか里樹、吉祥寺シアター）岡田憲三 役
- 第14帝國「忍者でござる」（2011年、東京キネマ倶楽部）
- ロックミュージカル「ピンク スパイダー」（2011年、東京グローブ座）
- モーションロックオペラ「Life pathfinder」（2011年、新国立劇場THE PIT）
- TIGER & BUNNY THE LIVE（2012年8月24日 - 9月1日、Zepp DiverCity(TOKYO)）ブライアン・ヴァイ 役[4]

### イベント
- 星空サンライズ公開収録（2012年、ナムコナンジャタウン）
- サンライズフェスティバル2013星彩「TIGER & BUNNY THE LIVE　スペシャル上映＆トークイベント（舞浜アンフィシアター）

### コンサート
- SOUND OF TIGER & BUNNY 2016（2016年8月1日・12日、東京国際フォーラムホールA）ブライアン・ヴァイ 役[5]

### CM
- モバゲータウン（2008年）

### 雑誌
- 月刊EXILE
- Zy. - 携帯コンテンツ「Poke Shock」にてコラム「着ぐるみを着てキミに会いにゆこう」連載（2009年3月 - 2012年3月）
- FOOL'S MATE
- SHOXX
- cure

### 携帯サイト
- Poke Shock コラム連載（2009年12月 - 2012年3月）
- 発掘!イケメン大好き

### DVD
- TIGER & BUNNY THE LIVE（バンダイビジュアル）
- SOUND OF TIGER & BUNNY 2016（バンダイビジュアル）

## 音楽活動

### 作詞提供

#### シングル曲
- 臼澤みさき 「さんさ里唄」（盛岡さんさ踊りキャンペーンソング)[6]

#### アルバム曲
- 臼澤みさき 「SHINE north」
  - 竿燈カラー
  - 極彩ねぶた
  - 七夕ねがい唄
  - わらじわっせ

#### ゲーム
- GREE「恋と仕事と君のプロデュース」[7]**「Magic Score」小鳥遊善(cv.岡本信彦）
  - 「Eternal Story」雨宮凌（cv.鈴村健一）

### 楽曲提供
- NARUTO-ナルト- 疾風伝 カカシ暗部篇〜闇を生きる忍〜in J-WORLD TOKYO期間限定ショーアトラクション「KAKASHI〜暗殺戦術特殊部隊　暗黒の死闘〜」（2014年）
- 京都 東映太秦映画村「激突忍者ショー ゴエモン」（2014年）劇伴曲
- 舞台「比翼の鳥・ファインディングサトコ」（演出：秦建日子）劇伴曲

### CD
- TIGER & BUNNY THE LIVE オリジナルサウンドトラック（Lantis）

### バンド

#### Vanilla
- 「サガシモノ/小さな願い」（2002年）
- 「Q」盤（NERVE RECORD）（2002年）
- 「A」盤（NERVE RECORD）（2002年）
- 「コラボディスク」（Vanilla×Fatima）（NERVE RECORD）（2003年）
- オムニバス「妖幻鏡II」Call or Down収録（PLUG RECORD）（2002年）

#### オトガデッド

##### シングル
- 「clockwork oblivion」（2009年7月22日、5_line）
- 「Asterisk」（2010年2月24日、5_line）

##### デジタルシングル
- 「二足歩行のススメ」（2011年11月25日、5_line）
- 「色即是空エトセトラ」（2011年12月25日、5_line）
- 「宣誓メタモルフォーゼ」（2012年1月25日、5_line）

##### ミニアルバム
- 「謝罪盤」（2012年4月11日(5_line)
- 「もはやミニアルバムじゃない盤」（2013年2月13日、5_line）

##### オムニバス
- 「妖幻鏡〜アメジスト〜」Sora no tobikata収録（PCI MUSIC）（2010年）

### デンジャラスビューティーマシーン
- 「Dangerous Beauties1」（2016年）
- 「Dangerous Beauties2」（2017年）

## 学術論文
ボイストレーナー1名による喉頭位置と声帯の厚さを独立に変えた歌声のEGGと音響分析(2022)